# Aligot negre de Cuba
L'aligot negre de Cuba (Buteogallus gundlachii) és una espècie d'ocell de la família dels accipítrids (Accipitridae). Habita boscos, pantans, manglars i sabanes de Cuba i l'illa de la Juventud. El seu estat de conservació es considera gairebé amenaçat.
Anteriorment era considerat una subespècie de Buteogallus anthracinus.